# Doina Staiculescu
Doina Stăiculescu född den 7 december 1967 i Bukarest, Rumänien, är en rumänsk gymnast.
Hon tog OS-silver i rytmisk gymnastik i samband med de olympiska gymnastiktävlingarna 1984 i Los Angeles.